# مونته گیبرتو
مونته گیبرتو (به ایتالیایی: Monte Giberto) یک کومونه در ایتالیا است که در استان فرمو واقع شده‌است.

## خصوصیات
مونته گیبرتو ۱۲٫۷ کیلومترمربع مساحت و ۸۶۵ نفر جمعیت دارد و ۳۲۳ متر بالاتر از سطح دریا واقع شده‌است.